# كارول إي. جاكسون
كارول إي. جاكسون (بالإنجليزية: Carol E. Jackson)‏ هي قاضية ومحامية أمريكية، ولدت في 1952 في سانت لويس في الولايات المتحدة.